# Armando Andrade Tudela
Armando Andrade Tudela (Lima, Perú, 1975) és un artista que viu i treballa a Saint Etienne, a França.

## Biografia
Tudela va estudiar a la Universitat Pontifícia Catòlica de Lima, al Royal College of Arts de Londres, i en la Jan Van Eyck Akademie de Maastricht. És un dels membres fundadors de l'Espai La Culpable, gestionat per artistes i col·lectius d'art a Lima. Tudela ha participat el 2006 de la Biennal de São Paulo, la biennal de Xangai del 2006 i la Triennal de Torí de 2005. Està representat per Carl Freedman Galeria, Londres.

## Obra
La seva última exposició individual, INKA NIEVE és una extensió de la pràctica de l'artista de recerca en curs sobre les formes del Modernisme Tropical. En treballs anteriors, com CAMION (2004), la seva sèrie de fotografies Billboard (2004-5) i Fragments d'Escultura (2005), l'artista ha combinat les formes existents i imaginaris d'un interès creixent en les manifestacions locals de l'economia informal que es produeixen en el límit precari entre l'històric i el nou. A Catalunya es pot veure obra seva a la col·lecció permanent del MACBA, a Barcelona, on va fer una intervenció el 2010 a La Capella del Convent dels Àngels.